# Enicurus scouleri
Enicurus scouleri é uma espécie de ave da família Muscicapidae.
Pode ser encontrada nos seguintes países: Afeganistão, Bangladesh, Butão, China, Índia, Cazaquistão, Myanmar, Nepal, Paquistão, Taiwan, Tadjiquistão e Vietname.
Os seus habitats naturais são: florestas subtropicais ou tropicais húmidas de baixa altitude e regiões subtropicais ou tropicais húmidas de alta altitude.